# Илийский район
Илийский район (каз. Іле ауданы) — административная единица на юге Алматинской области Казахстана. Административный центр — село Отеген-Батыр.

## География
Район расположен в центральной части Алматинской области и граничит на северо-востоке с Балхашским районом, на западе с Карасайским и Жамбылским районами, на юго-востоке — землями города Алма-Аты, на востоке с Талгарским районом.
Около 80 % территории района расположено в пустынной и пустынно-степной зонах: пески Сартаукум и Плато Караой. Плато Караой используется под богарное земледелие. Пески Сартаукум — это зимние и весенне-осенние пастбища. В долине реки Каскелен — пески Мойынкум. Рельеф характеризуется наличием грядовых и грядо-бугристых песчаных образований. В районе имеются Николаевское месторождение щебня и песка, Покровские термальные минеральные источники.
Климат района резко континентальный. Средняя температура января −11…−12 °C, июля +24…+25 °C. Годовое количество атмосферных осадков составляет 200−3500 мм.
По территории района протекают реки Или, Каскелен, Курты, Бесагаш, Большая Алматинка, Малая Алматинка проложен Большой Алматинский канал. Крупное озеро Сорбулак, есть около 50 небольших озёр и прудов. На севере к территории района примыкает Капчагайское водохранилище, также есть Куршимское водохранилище.
Почвы-светлокаштановые, серозёмные.
Растут типчак, полынь, чий, терескеп, солянка, осока, джида, камыш, саксаул. Обитают волк, лисица, корсак, заяц, кабан.
Кадастровый код 046.

## Население
Национальный состав (на начало 2019 года):
- казахи — 149 115 чел. (71,29 %)
- русские — 39 143 чел. (18,71 %)
- курды — 3809 чел. (1,82 %)
- азербайджанцы —2705 чел. (1,29 %)
- уйгуры — 3063 чел. (1,46 %)
- турки — 2663 чел. (1,27 %)
- немцы — 1502 чел. (0,72 %)
- украинцы — 955 чел. (0,46 %)
- татары — 1154 чел. (0,55 %)
- корейцы — 1450 чел. (0,69 %)
- узбеки — 671 чел. (0,32 %)
- поляки — 205 чел. (0,10 %)
- белорусы — 110 чел. (0,05 %)
- киргизы — 327 чел. (0,16 %)
- чеченцы — 170 чел. (0,08 %)
- дунгане — 145 чел. (0,07 %)
- греки — 65 чел. (0,03 %)
- другие — 1929 чел. (0,92 %)
- Всего — 209 181 чел. (100,00 %)

## История
Илийский район изначально образован 17 января 1928 года с центром в ауле Сандык-Тай. Но уже 17 июля 1928 года был переименован в Каргалинский район с центром в селе Безводное.
Образован вновь из части Каргалинского района 30 ноября 1930 года с центром в селе Ельтай. С 16 ноября 1933 года центр — село Каскелен, 31 августа 1935 года — село Дмитриевка, с 29 мая 1936 — село Талгар (город с 22 декабря 1959 года), с 14 мая 1969 года — село Николаевка, с 4 декабря 1970 года — город Капчагай. Со 2 января 1963 года до 31 января 1966 года район был расформирован.
5 октября 1957 года к Илийскому району была присоединена часть территории упразднённого Алма-Атинского района.
В 1970 году на территории района начали издаваться районные газеты «Ильич жолы», «Путь Ильича».
В 1997 году в состав района вошла территория ликвидированного Куртинского района — Куртинский сельский округ.
Весной 1998 года из состава района была исключена территория площадью 165,66 км² вместе с селом Арна Жетыгенского сельского округа и передана в состав городской администрации Капшагая по решению маслихата Алматинской области от 17 апреля 1998 года № 20-157 и постановлением акимата Алматинской области от 14 мая 1998 года № 5-170
Весной 2015 года был ликвидирован Первомайский сельский округ (до 2013 года Первомайский поселковая администрация) и изменены территории поселка Боралдай, Ащибулакского, Байсеркенского и Казциковского сельских округов по решению маслихата Алматинской области от 27 марта 2015 № 43-247 и постановлением акимата Алматинской области от 27 марта 2015 № 156.
В январе 2024 года из состава района было выделено село Жетыген в связи с преобразованием в город областного подчинения Алатау. 9 июля 2024 года совместным решением Алматинского областного маслихата и постановлением Акимата Алматинской области часть земель района войдут в состав города Алатау. Документ вступает в силу по истечении десяти календарных дней после его официального опубликования.

## Экономика
По территории района проходит железная дорога Алма-Ата — Усть-Каменогорск, автомобильные дороги Алма-Ата — Караганда — Астана, Алма-Ата — Усть-Каменогорск и железная дорога Алма-Ата — Усть-Каменогорск.
Площадь сельскохозяйственных угодий на 2005 год составляла 1,3 млн га, в том числе: пашни — 20,9 тыс. га, пастбища — 162,1 тыс. га, сенокосы — 489 тыс. га, леса — 11,9 тысячи га. Посевная площадь в 1987 году составляла под зерновыми культурами 84,6 тысяч га, техническими (в основном сахарная свёкла) — 3,4 тысячи га, бахчевыми — 1 тысяча га, виноградом — 600 га, плодово-ягодными — 300 га.
Поголовье скота в 1985 году составляло: крупный рогатый скот — 32 тысячи голов, овцы и козы — 196,1 тысячи, свиньи — 68 тысяч, лошади — 3,2 тысячи, домашняя птица — 1,6 миллиона..
В районе работают строительный комбинат, электростанция, фарфоровый, рыбный, сахарный, кирпичный и другие заводы, бройлерная фабрика.

## Административное деление
1. Аксайский сельский округ
2. Ащибулакский сельский округ
3. Сельский округ Байкент
4. Жетыгенский сельский округ
5. Казциковский сельский округ
6. Караойский сельский округ
7. Куртинский сельский округ
8. Байсеркенский сельский округ
9. Сельский округ Отеген-Батыр
10. Посёлок Боралдай

## Главы
- Логутов Николай Николаевич  (1998 - 2012)
- Б. Е. Абдулдаев (01.2012 - 08.2014);
- Медеуов Кыдыркельды Умержанович  (08.2014 - 08.2018)
- Карасаев Багдат Абильмажинович (09.2018 - настоящее время)[13]

## Известные люди
- Галиева, Гульжихан Галиевна (1917—1982) — народная артистка Казахской ССР (1962).
- Дидковский Василий Дмитриевич — председатель колхоза «Луч Востока», Герой Социалистического Труда (1958)
- Касымов Калмуханбет Нурмуханбетович — министр внутренних дел Республики Казахстан
- Кудайбергенов Жексембек Ембергенович - Герой Социалистического Труда (1950)
- Нургисаев Серикбай Урикбаевич — экс-аким Кзыл-Ординской области (1999—2004)
- Саудабаев Канат Бекмурзаевич — бывший министр иностранных дел Республики Казахстан
- Тлендиев Нургиса Атабаевич (1925—1998) — композитор, дирижёр, народный артист СССР (1984)
- Токпакбаев Сат Бесимбаевич — министр обороны Республики Казахстан (1999—2001)
- Тюмебаев Мухамеджан Тюмебаевич — директор плодовинсовхоза «Алма-Атинский» (1961—1977), Герой Социалистического Труда (1948)
- Худенко Иван Никифорович — советский экономист внедрявший передовые методы управления хозяйством. Руководитель совхоза «Илийский» Алма-Атинской области (1962—1964), руководитель совхоза «Акчи» (1969—1970). Осужден по обвинению в расхищении социалистической собственности.
- Цыбин Владимир Дмитриевич (1932—2001) — советский и российский поэт, прозаик, критик, переводчик.